# Ясинский, Якуб
Я́куб Кши́штоф Игна́ци Яси́нский (пол. Jakub Krzysztof Ignacy Jasiński; бел. Якуб Ясінскі. 24 июля 1759 или 1761, Венглев около Пыздр, Познанское воеводство — 4 ноября 1794, Прага, Варшава) — один из руководителей восстания 1794 года под предводительством Тадеуша Костюшко, лидер радикального «якобинского» крыла повстанцев, сторонник идей французской революции.
Во время восстания был комендантом Вильны, генеральным командующим повстанческими войсками в Великом княжестве Литовском. Отозван из Великого Княжества Литовского из-за обвинений в «литвинском сепаратизме». Погиб при обороне Варшавы.

## Биография
Родился 24 июля 1761 года (по другим данным, двумя годами ранее) в Венглеве около Пыздр в Великопольше (по данным его биографа Генриха Мосьцицкого). С 12 лет учился в Варшавской рыцарской школе (кадетском корпусе), основанном королём Станиславом Понятовским. Имел склонность к общественным наукам, увлекался идеями просветителей; особенно сильно на него повлияла философия Жан-Жака Руссо. Окончив обучение в 1783 году, получил чин подбригадира и после двух лет службы вернулся в кадетский корпус в качестве преподавателя инженерного дела.
В 1789 году по протекции генерала артиллерии Великого княжества Литовского князя Казимира Сапеги король назначил Ясинского старшим офицером инженерного корпуса литовского войска в звании подполковника. Возглавляемая Ясинским инженерная служба армии состояла из 42 офицеров и солдат, в том числе из 20 минёров, и входила в состав созданного в 1780 году в Вильне корпуса артиллерии и военной инженерии. 13 января 1792 года Ясинский получил звание полковника инженерии и был направлен ревизором на строительство связывающего Пину и Мухавец Королевского канала (между городами Пинском и Кобрином).

### Война с Россией 1792 года
После подписания либеральной партией Конституции 3 мая ситуация в стране резко обострилась. Часть шляхты, считая, что Конституция попирает её сословные права, была недовольна. Сторонники отмены Конституции приняли решение создать конфедерацию и выступить совместно с русскими войсками против Сейма. Однако русская армия была занята в войне с Османской империей, и Екатерина II не решалась одновременно начинать войну в Речи Посполитой.
После заключения Россией мира с Османской империей представители от недовольной шляхты Потоцкий и Ржевуский прибыли в Санкт-Петербург и заключили с императрицей тайный договор о совместных военных действиях. 18 мая 1792 года в Речь Посполитую вступило четыре колонны российских войск под начальством генерал-аншефа Михаила Васильевича Каховского со стороны Бессарабии и 32-тысячная армия под руководством генерал-майора Михаила Кречетникова с востока. В тот же день в местечке Тарговица противниками Конституции была сформирована конфедерация.
В начавшейся войне Ясинский командовал инженерным корпусом, который мог выставить максимум тысячу солдат. 10 июня 1792 года он участвовал в битве под Миром, где проявил героические качества. Битва была проиграна, а вскоре Ферзеном без единого выстрела был взят Несвиж, над фортификацией которого безрезультатно трудился Ясинский. Польская армия была сосредоточена у Бреста, где 23 августа состоялось генеральное сражение. Ясинский разработал план обороны города, благодаря которому битва была выиграна, за что полковник был награждён Кавалерским крестом Virtuti Militari. Между тем, исход кампании был уже предрешён: под давлением Екатерины II король принял решение перейти на сторону конфедератов и 22 июля отдал приказ о сложении оружия. Ясинскому пришлось подчиниться.

### Подпольная деятельность
После позорного для Речи Посполитой Гродненского сейма 1793 года значительная часть шляхты, в том числе и многие высшие армейские чины, выехали за границу. Ясинский остался в Вильне, пытаясь реорганизовать инженерный корпус. Известно, что он придерживался радикальных («якобинских») взглядов: выступал за отмену крепостного права и восстановление Речи Посполитой в границах 1772 года. Однажды он даже высказал мысль, что страну нельзя спасти без того, чтобы не вырезать всей шляхты.
С осени Ясинский приступил к конспираторской деятельности, направленной против российских оккупантов. Подпольный штаб Ясинского находился в карточном салоне его адъютанта Ходкевича. Игра в карты серьёзно помогала в пополнении кассы. Время от времени Ясинский занимался поэзией; впрочем, сам он достаточно скептически оценивал свои таланты. В начале 1794 года о подпольной деятельности Ясинского стало известно пророссийским властям. Он вынужден был покинуть Вильну и уехать в Вилькомирский повет, где его ожидали верные войска.

### Восстание Костюшко

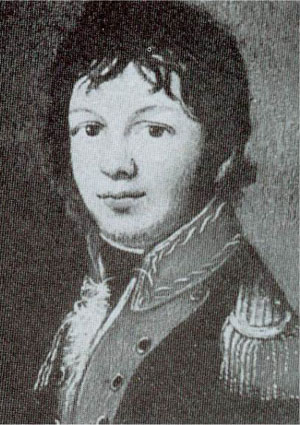
Иоганн Баптист Лампи. Якуб Ясинский. Около 1794

В ночь с 22 на 23 апреля 1794 года Ясинский возглавил восстание в Вильне. Повстанцы быстро обезоружили российский гарнизон, взяв в плен 1012 человек. 23 апреля на рыночной площади был провозглашён «Акт восстания Литовского народа». 25 апреля за измену Родине по инициативе Ясинского был казнён глава местной администрации гетман великий литовский Шимон Мартин Коссаковский.
3 мая Наивысшая Рада Литовская провозгласила Ясинского главнокомандующим Литовских повстанческих войск. Между тем, его радикализм сильно пугал шляхту, а польское руководство восстания считало Ясинского «литвинским сепаратистом». В качестве главнокомандующего литовскими повстанцами Ясинский руководил организацией новой армии, с целью расширения социальной базы восстания писал рифмованные прокламации к крестьянам.
11 мая 1794 года Костюшко назначил Ясинского генерал-лейтенантом. Однако уже 4 июня Ясинский был отстранён с поста главнокомандующего Литовских войск, передав полномочия генералу Михалу Вельгорскому. 10 июня приказом Костюшко Наивысшая Рада Литовская была распущена и заменена на гораздо более консервативную по своему составу Центральную депутацию Великого княжества Литовского.
В это время стычки между повстанцами и российскими войсками не прекращались. На территории Великого княжества Литовского кроме Ясинского действовали генералы Гробовский и Хлевинский. Первое сражение Ясинского под Неменчином закончилось поражением. 7 мая состоялось второе сражение — под Полянами, которое также было проиграно. Ясинский счёл необходимым укрепить обороноспособность Вильны, но новый комендант Вельгорский принял решение отвести войска в Лидский повет. Ничего не зная об этом решении коменданта, Ясинский дожидался его в лагере под Солами, где прежде было уговорено соединить войска. Потеряв много времени на безрезультатное ожидание, Ясинский с 4000 солдат предпринял отчаянную атаку на корпуса Зубова и Бенигсена (около 5000 солдат при 16 пушках). Сражение состоялось 26 июня под Солами и стало одним из самых кровопролитных боёв всей кампании. Ясинскому пришлось отступить, хотя и не нарушая боевого порядка. Во время отступления погиб брат Якуба капитан стрелков Юзеф. Ясинский выехал в Варшаву.
Пережив тяжёлую депрессию по поводу военных неудач и смерти брата, 17 июля Ясинский принял командование над нарвенским фронтом. Для пополнения войска он направился в Брест, оттуда в Бельск, как раз в это время, во второй половине августа, его достигло известие о падении Вильны.
По прибытии в Гродно Костюшко, больше не опасаясь сепаратизма Ясинского, наградил его перстнем с надписью: «Родина своему защитнику» и передал под его командование одну из литовских дивизий. Командиром наднарвенской дивизии Костюшко назначил Юрия Грабовского. Тем временем в России постановили решить исход кампании одним стремительным маршем Суворова. Неутомимый Суворов, с ходу беря города, одержал важные победы в сражениях у Крупчиц и под Брестом. 10 октября повстанцам было нанесено решающее поражение под в битве Мацеёвицами, Костюшко попал в плен.
20 октября Ясинский прибыл в Варшаву и попросил нового диктатора восстания Томаша Вавжецкого назначить его в предместье Варшавы крепость Прагу, которая должна была стать центром обороны города. У защитников крепости уже не оставалось надежд на победу. Существует мнение, что в это время Ясинский предложил казнить короля и всех пленных, что, разумеется, сделано не было. Ясинскому с корпусом в 4000—5000 солдат было поручено оборонять левое крыло крепости — Таргувек, представлявшее собой северный фронт обороны.
3 ноября российские войска под командованием Суворова начали обстрел крепости, а на следующий день в 5 часов утра начался штурм. Примерно через полчаса линия обороны была прорвана, в предместье началась паника. Люди рвались к мосту — единственной связи с Варшавой. Ясинский был среди тех, кто оборонял отход людей к мосту. Здесь, около Бродна, он и погиб. Как и другие защитники Праги, Ясинский был похоронен на Камёнковском кладбище.

## Творчество
В ранние годы творчество Ясинского развивалось под влиянием сентиментализма. С середины 1780-х в его творчестве начинает преобладать социальная тематика, а произведения приобрели политическую окраску. О своей литературной деятельности сам Ясинский говорил: «Пишу то, что хочу, и о том, что меня интересует, похвалы не ищу…».
Из-под пера Ясинского вышли ироикомическая поэма «Споры» (1788—1792), поэма «Тянтя». Стихотворение Ясинского «О зрелости: к польским изгнанникам» было отдельно издано в Гродно в 1793 году. Писал поэмы сатирического и сказочного характера. Некоторые романтические песни Ясинского в своё время были очень популярны.
Ясинский часто высказывал радикальные взгляды в своих поэтических произведениях, в связи с чем современники видели в нём представителя «якобинского» направления в польской поэзии. Его симпатии к революционной Франции и Американской революции нашли отражение в поэме «К Народу» (1794).
Произведения Ясинского изданы в 1869 году в Варшаве.

## Память

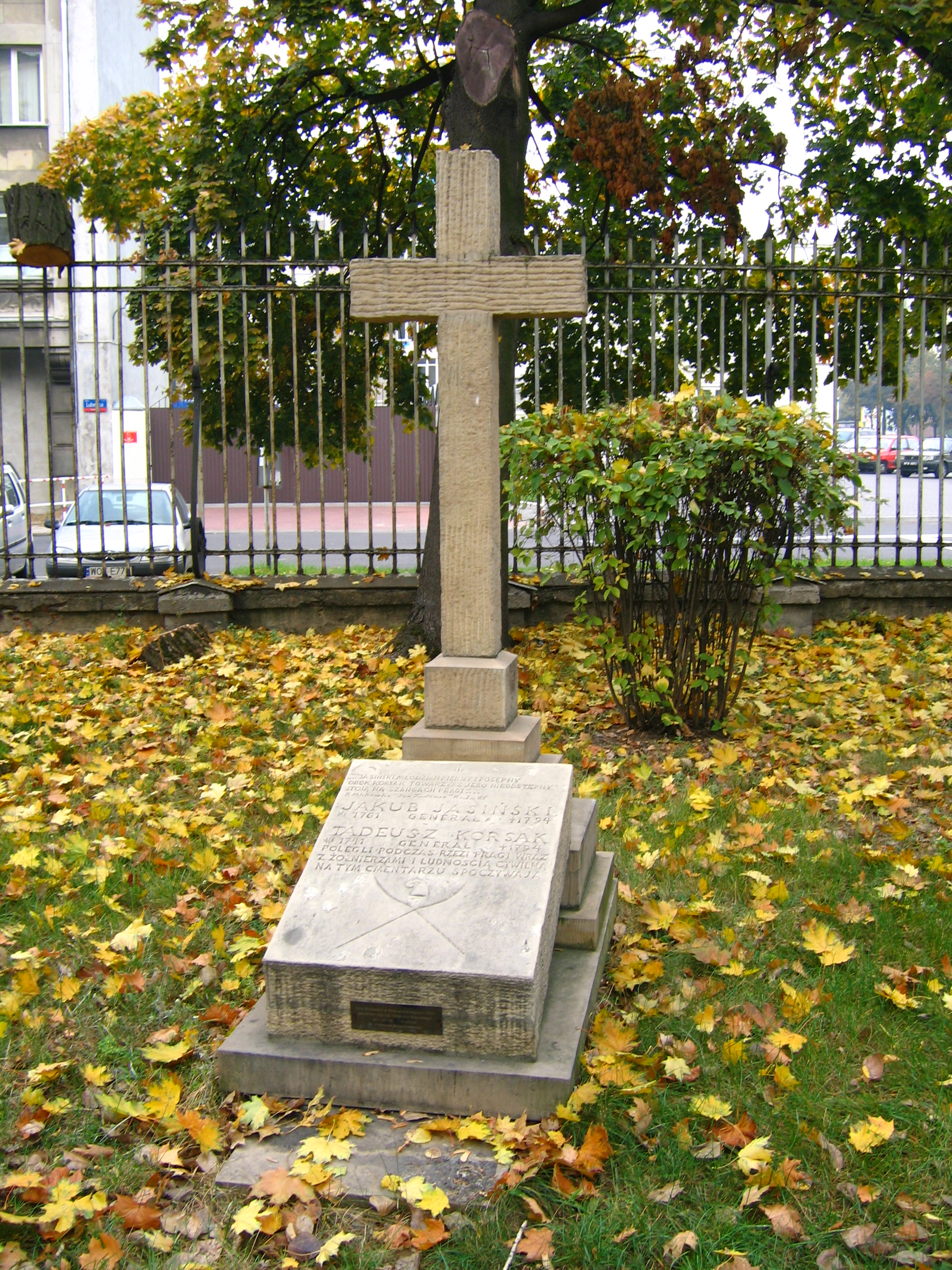
Могила Якуба Ясинского на Камёнковском кладбище

- В 1994 году в Беларуси была выпущена почтовая марка, посвящённая Ясинскому.
- Именем Ясинского названы улицы в городах Польши, Литвы и Беларуси (список, возможно, неполный):
  -  Польша: Варшава, Гливице, Зелёна-Гура, Иновроцлав, Краков, Лодзь, Люблин, Пшемысль, Радом, Руда-Слёнска, Тчев, Хожув, Ченстохова;
  -  Литва: Вильнюс;
  -  Беларусь: Молодечно[11].
- Кроме этого, имя генерала Ясинского носят:
  - «Форт Ясинского[пол.]» — один из фортов Варшавской крепости;
  - Батальон логистики пехотной бригады «Железный волк» 1-й дивизии Войска Литовского;[12]
  - II Иновроцлавский инженерный полк (с 1995 года);
  - III сапёрный полк в Дембице (расформирован в 2002 году);
  - Высшая школа офицеров военной инженерии во Вроцлаве (действовала до 1994 года);
  - Гимназия и школа в Варшаве, лицеи в Варшаве и Вроцлаве;
  - Скаутские дружины[пол.] в Варшавской Праге и Серпце;
  - Конкурс патриотической и любительской поэзии в Праге (Варшава).
- В 1974 году на территории Высшей школы офицеров военной инженерии во Вроцлаве был установлен памятник Якубу Ясинскому (скульптор: Константы Мохарский). В 1978 году им же была создана копия этого памятника для вроцлавского Лицея имени генерала Ясинского.
- Фигуре генерала Ясинского посвящена неоконченная трагедия Адама Мицкевича на французском языке «Якуб Ясинский, или Две Польши».